# 姚之麒
姚之骐（1562年4月27日—1609年11月26日），或作姚之麒，字汝调，号渥源，南直隸安慶府桐城縣人。明朝政治人物，身长八尺，清洁安民，卒于任上，余财不能购买棺椁，湘潭县民为其备办之，被称为是应该崇拜奉祀的乡贤和湘潭名宦，葬在黄华小陈庄磨盘石下，称为神君。《湘潭志》、《湖广江南通志》、《桐城麻溪姚氏先德传》皆有记载。
娶礼部儒士项锐女（1569年7月21日、己巳年六月八日至1653年9月21日、癸巳年七月三十日），封孺人，葬泉水塥章庄。

## 生平
1562年壬戌年三月二十四日（嘉靖四十一年）出生于安庆府桐城县栗子岗南（今枞阳县麒麟镇），族谱上作湘潭公姚之骐而丁未科进士上叫作姚之麒，是姚希廉（姚旭曾孙）的次孙，姚希廉长子姚承虞的次子（哥哥姚之彦，1556嘉靖丙辰年生，早卒）。桐城麻溪姚氏大约在元朝1335年到1340年间迁入皖的桐城，而姚之麒正是从始迁祖鼻祖姚胜三算起第十代耳孙。姚莹在先德传中说：四代皆有隐德，孝友力田，读书好义，施予无吝。这是典型的桐城耕读传家之风，或许是受婺源移民的影响吧。第五代姚旭是明景泰二年(1451年)进士，授刑科给事中，因上书为同僚诉讼冤情，忤逆权贵，谪迁郑州州判。后任南安知府，升云南布政使司右参政。从桐城麻溪始迁往桐城城关居住，子孙众多，年七十卒。自此后，硕宦名儒辈出、人文蔚起，麻溪姚跻身县城五大世家张姚马左方之列，成为著名的文化世家和仕宦望族。于仕宦，与显赫的桐城戴冲张氏锡类堂（宰相张）并称“张姚”，清代有“桐城张姚二姓，占却半部缙绅”之说。于文学，姚家代有传人，姚鼐更是和方苞合称“方姚”，成为桐城派的代名词，旧时有“人人桐城，家家方姚”之语。而到了曾孙姚希廉这一代家里已经落魄贫穷，搬居在桐城县栗子岗南（今枞阳县麒麟镇）。姚之麒比堂弟姚之兰早八天出生，等他们满月后，祖父姚希廉时年四十九岁，为人忠厚慈祥，用筐子把二孙放在里面从而玩耍嬉戏。此时门外有一道士乞求食物，姚希廉虽然家贫却仍然施舍给道士，并抱怨说家里贫穷的问题不能解决。道士笑着说：“一个筐子中盛放了二位进士何必忧虑贫穷呢？”，说完忽然就消失不见了。而祖父姚希廉却在半年多后的1563年十二月十六日（嘉靖四十一年壬戌年）去世，曾祖母是方圭的女儿在1565二月四日（嘉靖四十三年乙丑年）去世。
1567年（隆庆元年）姚之麒六岁，因为孤独贫穷（哥哥母亲祖父曾祖母都去世）而不能有钱去购买书，用手抄写来阅读，写下来的文章华美,有文采劲道。母亲吴氏在1568年戊辰年九月二十五日（隆庆二年）去世，父亲姚承虞时年三十三岁后来终身未娶，于万历年间去世。姚之麒被困在童子试，不少次失败，他说：“等以后一定会遇到适合我的命数，我不过为了自己读书而已。”（堂弟姚之兰，姚之骐三叔姚自虞之子，同为姚希廉之孙。字汝芳，号芳麓。万历二十九年（1601年）登辛丑科进士，授福建海澄县知县，兴修水利，变盐碱地为良田，民称其地为姚港。起补博野县知县，迁南礼部主事，升任郎中，出任杭州府知府，迁汀州府。后擢郎中，出知杭州，后加按察司副使。尝以库羡金应朝廷加征军饷，使不累民。督饷使者以闻，将超擢，以母老请归，崇祯三年（1630年）年六十九卒，称副使公。姚文然、姚范、姚鼐、姚莹皆是其后人。）
1585年（万历十三年乙酉）乡试十二名，期间娶礼部儒士桐城桂溪堂项氏项锐的女儿为妻，项氏封孺人1569年（隆庆三年己巳年六月八日）到1653年（清顺治十年南明永历七年癸巳年七月三十日），二子一女皆早于项氏去世，活到了曾孙姚士万出世。1593年（万历二十一年癸巳）举人，会试一百三十四名，长女姚氏本年出生，同年十一月五日姚之骐的祖母张氏去世；1596年(万历丙申三月二十六日)长子姚孙林出生；1599年（万历二十七年）姚之麒三十八岁才开始进入桐城的学校教书，桐城士子多以他为师。1601年（万历二十七年辛丑年五月十七日）次子姚孙森出生，他即为日后整个清朝唯一配享太庙的文臣，也是唯一配享太庙的汉臣张廷玉的外公。
1607年（万历三十五年）与同县的左光斗（“东林六君子”）同期为丁未科进士，三甲四十九名，刑部政，被授予湘潭知县的职位，妻子与两个儿子也跟随父亲前往湘潭。姚之麒为人方正，尚气节，力学积行，考进士时出自李腾芳门下，李腾芳号湘州，是湘潭本地人氏。姚之骐上任之前，特地去向老师辞行，说：“我到湘潭任县令，一定治理好地方，以报答老师的恩德，应该使老师的声名在乡里人眼中重要，要有着长者的美誉。”到了湘潭，果然碰上李家豪仆为非作歹，行不法之事。姚之骐不徇私情，说：“我为你主人的门生，就跟你弟弟一样。哪有犯法的父亲哥哥远离官宦却要子弟纵容包庇家人行不法之举的呢”。依法惩治，当众对李氏豪仆处以鞭笞之刑。在此之后湘潭境内居民都一副严肃谨慎的样子。姚之骐治理事情精准核要，举发罪行的效率如若神明一样。一位乡绅士大夫拜访他，这个士者的意图是有其他想要的，姚之麒与其交谈。过了一段时间后，士大夫徘徊迟疑而退走加入盗贼，底下的小卒却不敢告发。当时洞庭湖一带盗贼劫掠频繁，守令为之所忧患，而姚之麒请求让自己去捕捉盗贼，守令以不是湘潭的事务问您不合适推辞，姚之麒说：“潭邑离往洞庭湖不远，而且湘潭人经过时也会被盗寇用异样眼光看待（指钱财），我现在就离境前往洞庭湖出盗不意，必然成功擒获他们"。姚之麒率领健壮的军卒飞奔直入贼巢，果然一举擒获盗寇首领并诛杀了他们，于是远近范围内从此都安定宁静。姚之骐性格严肃而待人宽厚不为自己着想往往先人后己，为官刚直清廉，杜绝一切不正之风，民间有民谣称赞他：「只吃湘潭一口水，不惹長沙半点泥」，在湘推舉名宦，在桐崇舉乡贤，洁己惠民，尤加注意学宫教育，勤于授课教士，分校礼闈，号稱得人。因为廉洁出名被朝中推荐，即将进入京师任职。
1609年十一月一日（万历三十七年己酉年）姚之骐年四十八，因辛劳过度而致身体衰弱染病而卒于任上。驻湘潭兵备副使王知远素不与他相洽，闻到了其死亡的消息，驰马快跑到县署，看到姚之麒囊中仅有府给路费一百二十金，家无长物，四壁书架上放置的公文账目却井井有条、分毫不差。等到见到姚之骐停在房屋，尸身尚未入殓，衣服物品极其贫寒简陋，两名幼子姚孙林和姚孙森哀痛到难以正常行走，但应对提问待人接物却如同成人一般，询问他们丧事怎么办却回答说一点都没有准备，室内听到后一片肃然。遗物中有金钱价值的只有图书和生前著作的诗文，上面净都沾染了汗水，这些都是姚之麒徒手抄写下来的。湘潭的财政出入和想要改革的事项文书都封存在一只很坚固的木匣子里，王知远打开木匣子，里面装的却都是湘潭县本地优良人士和奸恶小人的行为记录。王知远看到后，也跟其他人一样抚摸着尸体，大声痛哭。王副使叹道：“咫尺就有名贤在而我却不能觉察，冥冥之中辜负这个良友，姚公独为君子我怎么比得上呢！”。官宦县民父老子弟听闻姚公去世的消息来奔丧，哭声响彻天际。王副使安慰他们说：“父老乡亲们再继续哭泣有什么益处呢？姚君刚刚去世方未入殓，身长八尺（约合现在184.8厘米），怎么才能得到这样的巨大棺材呢？”。某位官署官员七十多岁，扶着拐杖进入说：“老人我身长和贤侯等同，我有自备的棺材在，请姚公以此棺入殓。”。姚之骐勤勉履职，家境竟如此贫寒,于是人们感动之余，上至抚台官员，下至同僚吏属，还有普通百姓，都纷纷赠送吊唁礼金。姚夫人项孺人一律敬谢不受，只接受了老人备的棺材。王知远安抚众人整理吊唁礼金，竟有上千两银子，项孺人坚决不收。带着棺材返回家乡安葬归往桐城之日，舟车目送项孺人的队伍络绎不绝长达数百里。王副使派遣官吏护送，等到了安庆项孺人仍然坚持自己的志气不接受赙金。赙金嘱咐给了安庆府知府，于是写信给桐城人，桐城民众为姚之麒的遗孤姚孙林姚孙森出钱养置，也请求把姚之骐在名宦祀祭祀，桐城民众听闻姚之骐的事迹后也在乡贤祀祭祀怹。
1611年（万历三十九年），姚之骐长女的丈夫桐城诸生吴道震早卒，姚氏当时十九岁，她的儿子姚之骐的外孙吴德坚还是婴儿。于是姚氏忍住没有徇死抚养二十六年，看到吴德坚成家立室。至1637年（崇祯丁丑年），流贼掠桐城。姚之骐长子姚氏的弟弟姚孙林奉母项孺人命自舒城回桐城，前往潜山避难，姚氏跟吴德坚都同行。贼人到了，姚孙林，让仆人护送母亲归家，与姐姐以及外甥吴德坚断后，骂贼格斗而死。吴德坚驮着姚氏逃跑。氏曰：“事急矣，汝一介书生焉能背着我远行，倘若贼人追及，那就是都死的下场，汝不能保全母亲的姓名，难道还要断绝父亲的香火祭祀吗！”姚氏呵斥让吴德坚离开，吴德坚哭泣不忍离开，姚氏推吴德坚坠落层崖之下，想着有可能保全儿子性命。过了一会贼人都追上来了，斥骂姚氏说：“出金可免你一死。”姚氏说：“我流落失散在离家遥远的地方，哪里来的钱。”贼人令手下解开姚氏衣裳检验之，姚氏骂曰：“你这贼奴是什么东西，但敢说这样的话!”贼人大怒，姚氏在刃交下死。《桐城县志·忠节》有记载姚孙林的节行；《明史·卷三百〇三列傳第一百九十一·列女三》有记载姚氏的节行。姚之骐次子姚孙森，跟父亲被比作神君荀淑一般因道德才行被朝中比作东汉的关西孔子杨震。也学习兵法事项，杀了他哥哥姐姐的同伙流寇们攻桐城，被佐邑令守御城，桐城才得以不被攻陷。1651年八月二十六日（顺治八年辛卯年）姚孙森去世，湘潭公姚之骐妻子项孺人1653七月三十日（顺治十年癸巳年）去世
1659年（清朝顺治十六年己亥年）姚之麒的孙子姚孙森的次子张廷玉舅舅姚文爕登进士,授福建建宁府推官,1669年（康熙八年）任直隶保定府雄县知县，之后升任至云南开化府同知，摄曲靖府阿迷州事。1673年（康熙十二年）时值，康熙帝爱新觉罗玄烨商议撤藩，平西王吴三桂心不安，以反清复明为号召，于同年十二月处决云南巡抚朱国治，自称周王，以“大明天下都招讨兵马大元帅”之名义起兵反清，以次年（1674年）为“周启元年”，平南王世子尚之信、靖南王耿精忠、广西将军孙延龄、陕西提督王辅臣、察哈尔亲王布尔尼、南明延平王台湾统治者郑经（郑成功嫡子）等人先后响应，史称三藩之乱。吴三桂大军初时势如破竹，贵州巡抚曹申吉、提督李本深、云南提督张国柱等人立刻响应，总督甘文焜被叛军所害，吴军兵不血刃取得云贵全境。姚文爕也陷入吴军营中。密与建义将军林兴珠有约，为吴三桂所察觉，被关联详查，姚文爕乘隙逃遁，在归家回国的道路中到了湘潭，湘潭父老乡亲询问关切他。姚文爕说：“这我乃是前朝神君的亲孙子呀！（此前朝神君之孙也 荀彧祖父荀淑亦有神君的称谓）”，此时吴三桂军势已经侵入湖南了，姚文爕因湘潭父老的庇护才得以脱身。之后拜见到安亲王爱新觉罗岳乐军中。安亲王听闻后，召姚文爕至京，召见回答问题，询问军事都甚为熟悉。三藩之乱平定后，姚文爕辞职回桐城奉养母亲（桐城桂林方氏六房方大羹女），之后醉心于诗词古文和山水画，他的次子姚士万中进士，姚士万的长子姚孔鈛中举人，姚孔鈛的玄孙姚镶，字季生，原名立隽，号石樵，诰授资政大夫二品，安徽省道台，是李鸿章和曾国藩的前辈。从桐城范岗移居现今安庆城区，宅屋足足两百多平米，一妻六侧室共生十子七女。这其间少不了神君姚之麒的庇护呀。
姚之骐堂弟姚之蘭的云孙姚莹按照《湘潭县志》、《湖广通志》、《 江南通志》中记载的湘潭公姚之骐的仕途功绩为怹记录，内容由姚之骐的曾孙姚孙森的孙子姚文焱的长子姚文爕的侄子姚士万的堂弟张廷玉的舅表兄：姚士黉亲自撰写，新旧二文合并记录在《麻溪姚氏族谱先德传·卷二仕绩上》当中。

## 先祖
- 鼻祖：姚胜三 第三子生三子姚文一姚文二姚文三 卒年95（虚岁九十六）娶张氏 居枞阳麻溪河（今枞阳县义津镇姚王集）只有二子姚文二至今留后（大哥胜一后代居绍兴上虞 二哥胜二后代居慈溪余姚）
- 远祖：姚文二 本名子华 二子生三子仲义释迦回哥 卒年74（虚岁七十五）娶金氏 只有长子姚仲义有留后
- 太祖：姚仲义 长子生二子姚显姚达 娶萧氏 至今所有麻溪姚先祖
- 烈祖：姚显 字宗显 长子生五子 1374年9月17日（甲寅年七月十一日）到1434年4月18日（甲寅年三月十日）赠“给谏” 娶桂氏生子姚昱姚旻，继娶范氏1384年7月15日（甲子年六月二十七日）到1461年7月17日（辛巳年六月十日）生二子姚昹（上旦下永）姚旭，侧室陈氏生子姚昭。只有四子姚旭至今留后
- 天祖：姚旭 字景旸 别号了心 子治 菊泉 四子生六子三女 1417年7月26日（丁酉年六月十三日）到1486年7月22日（丙午年六月二十二日）1450庚午举人1451辛未进士 迁居今桐城城关 娶处士余宽女1419年1月8日（戊戌年十二月十三日）到1498年3月16日(戊午年二月十四日)生姚相姚楫与一女适方隆；侧室房氏葬方太孺人室生二子姚机姚栗二女一适吴沧一适朱鹤；侧室生一子姚采。姚旭因上书讼冤忤逆权贵，谪迁郑州州判。后任南安知府，升云南布政使司右参政。参政公姚旭梦见神人赠他一句：黄菊花开金凤羽，后来官至刑部时，以刚直著称，因为身处的环境，才对出下联：青松干老铁龙鳞。姚氏一门的文化盛况，完全可以“国之桢干，里之仪型”相称誉。“家风”借用钱穆的话，就是家族中累世绵延的“孝友之内行”。姚莹《姚氏先德传》中记述丰富，显示了麻溪姚氏家族“前事不忘后事之师”、“君子以多识前言往行”的忠敬门风。也正是这种敬宗慕祖、忠信孝弟的家风，姚氏族众在对待先祖的遗言训诫时，便显得无限的忠诚。
- 高祖：姚楫 字世用 号杏林 三子生五子三女 1460年5月24日 (庚辰年五月日五日）到1518年3月24日（正德戊寅年二月十四日）邑庠生  娶御史清丰知县江宏济女1461年1月19日(庚辰年十二月八日）到1535年9月18日（乙未年八月二十二日）生五子姚璧姚琛姚琮姚珂姚琢，长女适太学生钱如畿，次女适嵚，三女适生员方宿 丈夫死后苦节家贫室浅至老死邻居有没见过其容貌者。
- 曾祖：姚琛 字廷献 号石崖别号味静 二子生三子三女，姚希廉姚希舜姚希廉姚希禹，长女适鲁府长史钱元善，次女适痒生刘献，三女适张某。 1491年2月23日（辛亥年正月十五日）到1535年3月7日（乙未年二月四日）娶方圭女1493年12月21日（癸丑年十一月十三日）到1565年3月5日（乙丑年二月四日）
- 祖：姚希廉 希字辈 字崇贤 号葵轩 长子生六子姚承虞姚祖虞姚自虞姚本虞姚宾虞姚昉虞无女 1514年10月8日（甲戌年九月一日） 到1563年1月20日（壬戌年十二月十六日）娶张氏1514到1593年11月27日（癸巳年十一月五日）今枞阳麒麟人居栗子岗南，姚旭曾孙，姚之麒为其次孙。姚之麒姚之兰、姚文然、姚范、姚鼐、姚莹等都是其后裔。桐城麻溪姚氏大约在1335年到1340年间迁入桐城。迁桐时间，显著晚于桂林方氏，而稍早于瓦屑坝移民。桐城麻溪姚氏自第八世起也就是姚希廉同辈们开始使用字辈。桐城麻溪姚字辈：希虞之孙文士孔兴支（后世改称枝）鸿叶茂永佐大成育（先为毓）兹（先为毓）才德永（先为允）为国桢长发其祥亿（先为奕，被姚之麒孙姚文焱改）世云礽
- 父：姚承虞 虞字辈 字敬思 号南车 长子生二子姚之彦姚之骐一女适痒生陈禹范 1536年5月13日（丙申年四月二十四日）到万历某年六月十八日 娶吴氏1535年1月28日（甲午年十二月二十八日）到1568年10月15日（戊辰年九月二十五日） 后思念亡妻而终生未娶。

## 后人
- 长女姚氏，1593年（万历二十一年）生，诸生吴道震妻，吴道震1611年（万历三十九年）于早卒，姚氏当时十九岁，儿子吴德坚还是婴儿。于是姚氏忍住没有徇死抚养二十六年，看到吴德坚成家立室。至1637年（崇祯丁丑年），流贼掠桐城。弟弟姚孙林奉母项孺人命避潜山，姚氏偕行。贼奄至，姚孙林格斗死，吴德坚驮着姚氏逃跑。氏曰：“事急矣，汝一介书生焉能背着我远行，倘若贼人追及，那就是都死的下场，汝不能保全母亲的姓名，难道还要断绝父亲的香火祭祀吗！”姚氏呵斥让吴德坚离开，吴德坚哭泣不忍离开，姚氏推吴德坚坠落层崖之下，想着有可能保全儿子性命。过了一会贼人都追上来了，斥骂姚氏说：“出金可免你一死。”姚氏说：“我流落失散在离家遥远的地方，哪里来的钱。”贼人令手下解开姚氏衣裳检验之，姚氏骂曰：“你这贼奴是什么东西，但敢说这样的话!”贼人大怒，姚氏在刃交下死[2]。
- 长子姚孫林，字振先，号汉驹（由驹看来姚之麒更有可能名之骐），别号双树，郡廪生，1596年4月23日(万历丙申三月二十六日)生，读书多而有美好的声名，居家以事父母孝顺、对兄弟友爱知著。1637年（崇祯丁丑年）奉母项孺人命自舒城回桐城，山中遇流寇，让仆人护送母亲归家，与姐姐以及外甥吴德坚断后，骂贼而死，死孝。娶盛氏合葬投子山功德藏，继娶方氏，生一子姚文掞殇，以弟姚孫森子姚文荧继嗣。《桐城县志·忠节》有载
  - 姚文荧，字玉青，号晓峰，姚孫森三子，过继伯父，康熙己酉舉人，以明经考授州判。居家养母，不仕。族党贫乏，经常出入粟周之东郊的子来桥圯，第一个倡导重建，行人都依赖他。著作有《花岑集》行世。
- 次女姚氏，适痒生吴道济。
- 次子姚孫森 孙 字绳先 号珠树 二子生三子六女 1601年6月17日（辛丑年五月十七日）到1651年10月10日（辛卯年八月二十六日）娶桐城桂林方氏六房方大羹女1602年8月25日（壬寅年七月九日）到1688年3月10日（戌辰年二月九日）封孺人，葬合明寺右花山。最幼女姚含章1640到1708适桐城锡类堂张氏迁桐第九世张英生次子张廷玉。龙泉县训导，增文林郎。过贫苦的生活而努力学习，擅长草书诗赋古文辞,靡不淹贯(无不精通)。兼习兵事，流寇攻桐城，被佐邑令守御城，桐城才得以不被攻陷。天性孝友高才，德器淳雅，降低自己的身份，和汪洋一般的名公卿士大夫交好，生平没有设计陷害过一个人，所以朝中的大臣们有很多是赞许他的。被比作关西孔子：杨震。以明经仕学博，1624年（明天启四年甲子年）副榜，1635年(崇祯八年乙亥年)举贤良方正。推举贤良方正，通过崇祀那些生于本乡本土而德业、学行可为乡人楷模的先贤，树立典范，昭往劝来，激励乡人追踵其，后著《可处堂集》。張英曰其書法朗潤高秀入晉人之室。是画史上有影响的士人画家,以山水著称,精草书,朱彝尊曾有诗赞之:“画手前身李伯时。”《桐城县志·儒林》有载。三子姚文爕、姚文爕、姚文焱。《客中除夕》:故国当今日，闺人还倚扉。此时犹不至，始拟未成归。忍泪供生菜，多愁任敝衣。应难独守岁，凭梦出深帏。
  - 姚文焱，姚孫森长子，康熙己酉舉人，称为峡江公。因容易谐音谬误将麻溪姚后世的字辈：毓改为育，毓改为兹，允改为永，奕改为亿。桐城麻溪姚氏完整字辈：希（8）虞（9）之（10）孙（11）文（12）士（13）孔（14）兴（15）支/枝（16）鸿（17）叶（18）茂（19）永（20）佐（21）大（22）成（23）育/毓（24）兹/斯（25）才（26）德（27）永（28）为（29）国（30）桢（31）长（32）发（33）其（34）祥（35）亿/奕（36）世（37）云（38）礽（39）
  - 姚文燮 文 字经三 号羹湖 别号听翁 又号黄柏山樵 二子生四子二女 16274月21日（丁卯年三月六日）到1692年7月15日（壬申年六月二日三日）娶吴之璘女1626年4月20日（丙寅年三月二十四日）到1674年9月2日（甲寅年八月三日） 1654（顺治甲午）举人 1659（顺治己亥）进士，授福建建宁府推官。云南开化同知 同辈姚文然（姚孙棐三子）。宫中书。工诗、古文、词。善山水，用笔简贵，设色淡雅。尝绘赐金园图，朱彝尊有诗称云：画手前身李伯时（公麟）。作品有《曝书亭集》《蚕尾集》《西河诗话》《无异堂集》《读画辑略》《画传编韵》。[3]。《清史稿巻476　列傳二百六十三　循吏一》 [4]
    - 姚士藟 士 字绥仲 号华曾 后称宫赞 二子生五子四女 1648年10月8日（戊子年八月二十二日）到1708年2月21日（戊子年二月一日） 娶吴循女1649年4月18日（己丑年三月七日）到1734年4月14日（甲寅年三月十一日）1677（康熙丁巳）举人1688（康熙戊辰）进士，与曾祖（安庆话称公公）姚之骐和父亲姚文爕都为进士，第三女适张廷琰，本人诰封奉直大夫赠中宪大夫。
      - 姚孔鈛 孔 字升初 号恕斋 后称孝子 长子生三子一女 1667年1月5日（丙午年十二月十一日）到1717年12月28日（丁酉年十一月二十六日）娶州同知武进庄天锦女1667年8月13日（丁未年六月二十四日）到1719年3月11日（己亥年正月二十一日）1699康熙己卯年举人
        - 姚兴渥 兴 字怀汝 号螺峰 二子生一子三女 1699年12月5日(己卯年十一月十五日)到1745年11月24日（乙丑年十一月二日）娶姑表妹台湾县知县山西汾州知府张廷琰女1701年8月21日（辛巳年七月十八日）到1757年9月17日（丁丑年八月五日）同辈姚范（姚文然曾孙）
          - 姚培敦 枝 字葵荫 号厚庵 独子生六子一女 1729年4月21日（己酉年三月二十四日）到1792年11月13日（壬子年九月二十九日）娶舅表妹广西全州知府桐城张若矩（乃张廷琰次子张廷玉族侄）女1729年4月28日（己酉年四月一日）到1775年8月19日（乙未年七月二十四日）同辈姚鼐（姚范侄） 姚棻
          - 姚原拱 鸿 字向专 四子生三子二女 1759年1月28日（戊寅年十二月二十日）到1815年10月7日（乙亥年九月五日） 娶张德启女1770年10月23日（庚寅年九月五日）到1834年10月8日（甲午年九月六日）
            - 姚镶  叶 字季生 原名立隽 号石樵 次子生十子七女 一妻六侧室  1797年11月25日（丁巳年十月八日）到1874年12月12日（甲戌年十一月四日） 观察 诰授资政大夫二品 桐城范岗移居安庆城，是李鸿章与曾国藩的前辈。[5] 《复姚孙》：同治元年二月初六日夜第68页  所请大批子药，贵局允解一半，计已启程。省中艰窘情形固所速悉，非紧急要需，何敢作此无厌之求。倘能于二月杪全行解到，或尚不误。致节相前批有敝军下驶后，粮饷子药仍由江皖两台接济之说。江路中梗，转运固难，且既嫁之女，岂能常向母家讨生活。若通融缓急有无，可暂而不可久，鸿章不敢据为定例也。旬月以来，又奉八九次寄谕，催促启程。帅奏二月底成行，朝命尚嫌迟缓，不知新募新调各军训练融洽非咄嗟可办，轮船又不能附载，饷需又能凑集，必须沪饷解到，沅翁进围巢县，乃可率陆军循北岸而达扬州以进驻镇江，恐二月杪尚走不动，到镇须入夏矣。此行险阻艰危当备尝之，成否利钝所弗计也。亟盼家慈到皖谋一日之聚，未闻阻泊何处，望云焦系。上海并无被陷之说，守镇之冯子材移沪防堵又有洋人帮助，或可暂保。《致霞轩》：1860年十二月初五日第41页：糈台供支，殊费荩筹。雪筠御篆，仍从事否。石樵军火，益闻竭蹶。敝处水师久经停解，能否赊贷若干。常、昭踞贼投诚，惟忠贼昨日已回苏。

《致曾国藩》：咸丰十一年三月二十九日午刻第46页：沅丈处缺饷已久，今又如此危急，思之神悸......鸿章以营既经移扎东流，就近援剿需用必殷，且沅丈迭函求济银钱、子药，亦可通融转发，切属霞轩速饬委员径解东流水次，嗣后再拨景镇转运.....昨晚与厘局委员万牧等商提局内旧存子药、并属向姚石樵融借若干，由局雇船，鸿章派炮船护解，较可迅速。顷万牧回信，已商拨药一万斤、x二万斤解皖营，仍交黄石叽厚翁处转运，谨先布闻。
《复曾国藩》：咸丰十一年五月初六日夜子刻第48页：淮扬各营在省借领军火，霞轩颇有微词。故不得不备文请示。昨雪琴又函属姚石樵每月解药一万、子二万，专备上游淮扬各营之用；石樵因无款可垫，又不敢径回各上台。鄙见求师札行粮台，按月定拨八千两，或另由厘局月提若干钱发给淮扬军火。此均并请奏明暂留协防，仍归杨、彭统辖。]
侧室陈氏1808年2月11日（戊辰年正月十五日）到1885年5月2日（乙酉年三月十八日）生二子树本大本一女 五叔姚原拾字以莲1761年5月27日（辛巳年四月二十三日）到1798年10月7日（戊午年八月二十八日）嗣子 同辈姚莹（姚范曾孙） 姚柬之
- -     -       -         -           -             - 姚树本 茂 字荫亭 三子生四子七女 1841年5月30日（辛丑年四月十日）到1879年9月1日（己卯年七月十五日）娶高安县教谕南昌童毓贤女1838年1月20日（丁酉年十二月二十五日）到1918年1月1日（丁巳年十一月十九日） 岁进士候选府经历
              -                 - 姚寅忠 永 字亮臣 长子生二子二女 1861年10月27日（辛酉年九月二十四日）到1904年7月26（甲辰年六月十四日） 侧室河南府人李氏1867年7月27（丁卯年六月二十四日）到1921年后 生二子长子姚厚仁字静山1901年4月5日（辛丑年二月十七日）娶合肥张家藻女1900年7月11日（庚子年六月十五日）1921年生姚大勋,长女适合肥韩履忠 八叔姚同本字松亭1860年11月21日（庚申年十月九日）到1883年10月7日（癸未年九月七日）嗣子，同辈姚永概（姚莹孙）
                  - 姚厚业 佐 字仲勤 二子生四子一女 1921年10月25日（壬寅年九月二十四日）到1938 娶合肥府城殷仲桥女殷文淑1904年11月3日（甲辰年九月二十六日）到1972夏 二叔姚应忠字良臣1864年8月22日（甲子年七月二十一日）到1903年2月27日（癸卯年二月一日）嗣子 承父亲叔父两房姚

## 亲族
- - 姚之彦，1556（嘉靖丙辰年）生，姚承虞长子，姚之麒哥哥，早殇。
  - 姚氏，姚承虞女，适痒生陈禹范。
- 姚自虞，字智思，号似葵，姚希廉三子。精通《易经》，授门徒甚众。隆庆元年入邑庠，诏赐博士冠服，不受归。著有《白石山吟》。
  - 姚之兰，字汝芳，姚希廉孙，姚自虞子，姚之麒堂弟，晚姚之麒八天出生。1601年（万历二十九年辛丑）进士，1615年（万历四十三年）官杭州知府，加副使衔，始迁桐城城关天尺楼。“芳麓公”、“副使公”。
    - 姚孙棐，姚之兰四子。字纯甫，号戊生，行四，崇祯庚辰进士，官至兵部职方司主事， “职方公”。
      - 姚文然，字若侯，号龙怀，行三，姚孙棐子。崇祯癸未进士，入清官至刑部尚书，居桐城北门雁轩。谥“端恪”。潜园十五子之一。有一女适左之延。）
        - 姚士基，字履若，号松崖，行四，姚文然四子。康熙壬子举人，罗田令。居桐城南门树德堂。
          - 姚孔锳，字涤修，行二，邑增生，姚士基子，早卒，赠“朝议”。生子二：范、淑。
            - 姚范初名兴竦，字己铜，一字南青，号薑坞，行一，姚孔锳长子。生于康熙四十一年（1702）乾隆七年壬戌（1742）进士，官至编修；卒于乾隆三十六年（1771）正月初八日。著作《援鹑堂笔记》、《诗集》、《文集》。妣张氏，生五子：昭宇、羲轮、登、励隆、斟元；合葬长岭祖墓侧。）
              - 姚斟元，字仪匡，号春树，行八，姚范五子，邑增生；卒于乾隆五十九年甲寅（1794）七月。妣张氏，继妣徐氏。生子二：騤、俣。
                - 姚騤，字襄纬，号云浦，晚号“醒庵”，姚斟元长子。生于乾隆二十九年（1764）甲申八月十六日，卒于道光二年（1822）壬午十月二十八日，享年五十九岁。妣张氏云南寻甸州吏目曾辙公之女，生于乾隆二十七年（1762），生子四：朔、銮（殇）、莹、四和（殇）；卒于道光六年（1826）十二月。
                  - 姚莹（1785―1853），字石甫，号明叔，晚号展和，又以十辛名斋，自号辛翁。姚騤三子。生于乾隆五十年（1785）十月初七日丑时，嘉庆十三年（1808）中进士，授福建平和县知县，不久又调任龙溪县县令。嘉庆二十四年（1819），调往台湾，任台湾知县。道光元年（1821），署海防同知、噶玛兰通判。道光十年（1831），调往江苏，任金坛、元和、武进知县。后迁高邮知州，不久擢为两淮盐运使。道光十八年（1838），调任台湾兵备道，加按察使衔。咸丰元年，被授予湖北武昌盐法道，广西、湖南按察使，咸丰二年十二月十六日在广西病故。夫妇合葬于桐城市区西北9公里龙眠山小河口中“姚家坟山”。该山距小河口300米，溪流横过其前。《桐城县志》：“姚莹墓在西龙眠小河口”。墓地面积108平方米，冢高0.8米，座东向西，面向阴山。墓前沿山势陡坡，以乱石砌成三级拜台，每级高1米，冢后，环以乱石墓圹，中嵌墓碑，高1米，宽0.6米，为同治元年所立，楷书阴刻：“皇清诰通议大夫广西按察使姚公石圃先生墓”，现为安徽省重点文物保护单位。妣方氏太学生裕昆之仲女，生于乾隆四十六年（1781），生女二，适福建安察使经历张汇；卒于咸丰六年（1856）三月十九日，享年七十六岁。妣萧氏，生子濬昌。
                  - 姚濬昌。字孟成，号慕庭，姚莹子。生于道光十三年（1833）癸巳二月五日，同治三年任江西湖口知县，后江西安福知县、湖北竹山知县，1900年卒于竹山任上。有《五瑞斋诗钞》。女二，长适马其昶，次倚云（蕴素）适南通范当世；生子五：永楷、永朴、永概、永棠、永樛）
                    - 姚永概（濬昌三子。1866—1923，字叔节，号幸孙。生于同治五年（1866），光绪十四年举人。曾任安徽高等学堂教务长，师范学堂校长。辛亥革命后，曾任北京大学文科学长、北京正志学校教务长，为安庆一中第一任校长。著有《慎宜轩文集》12卷、《慎宜轩诗集》 8卷、《续录》4卷。）

            - 姚淑，字季和，姚孔锳幼子。卒于乾隆二十五年（1760）八月二十三日，居桐城北门口初复堂。赠大夫。妣陈氏，生子三：鼐、訏、鼎；女二，长适马仪颛；卒于乾隆五十二年（1787）八月五日，合葬孔城八角亭北。
              - 姚鼐（1731—1815，淑长子。字姬传，一字梦谷，晚号惜抱老人，行三，雍正九年（1731）十二月二十日生于桐城南门树德堂，乾隆十五年（1750）举人，乾隆二十八年（1763年）中进士，授庶吉士。历任山东、湖南乡试副考官，会试同考官和刑部广东司郎中等职、四库全书馆篡修，主讲南京钟山、梅花、安庆敬敷等书院。嘉庆十五年（1810年）九月二十三日，卒于南京钟山书院，享年八十五岁。嘉庆二十四年，与元配夫人张氏合葬于今枞阳县义津镇阮畈村铁门口。妣张宜人黄州通判曾翰之女，生女一，适张元辑；卒于乾隆二十七年（1762）八月二十五日。继妣张宜人屏山知县曾敏公之女，生于乾隆十三年（1748），生子二：景衡、师古，女二，长适张通理，幼适潘玉；乾隆四十三年（1778）闰六月初一日卒于扬州，归葬桐城长岭伯父编修公夫妇茔右。侧室梁氏，生子一：执雉。